# Oyster Point
Oyster Point är en udde i Australien. Den ligger i delstaten Queensland, omkring 1 200 kilometer nordväst om delstatshuvudstaden Brisbane.
Runt Oyster Point är det mycket glesbefolkat, med 4 invånare per kvadratkilometer.. Närmaste större samhälle är Cardwell, nära Oyster Point. 
I omgivningarna runt Oyster Point växer i huvudsak städsegrön lövskog.  Genomsnittlig årsnederbörd är 1 995 millimeter. Den regnigaste månaden är februari, med i genomsnitt 509 mm nederbörd, och den torraste är augusti, med 20 mm nederbörd.